# 베르메하섬

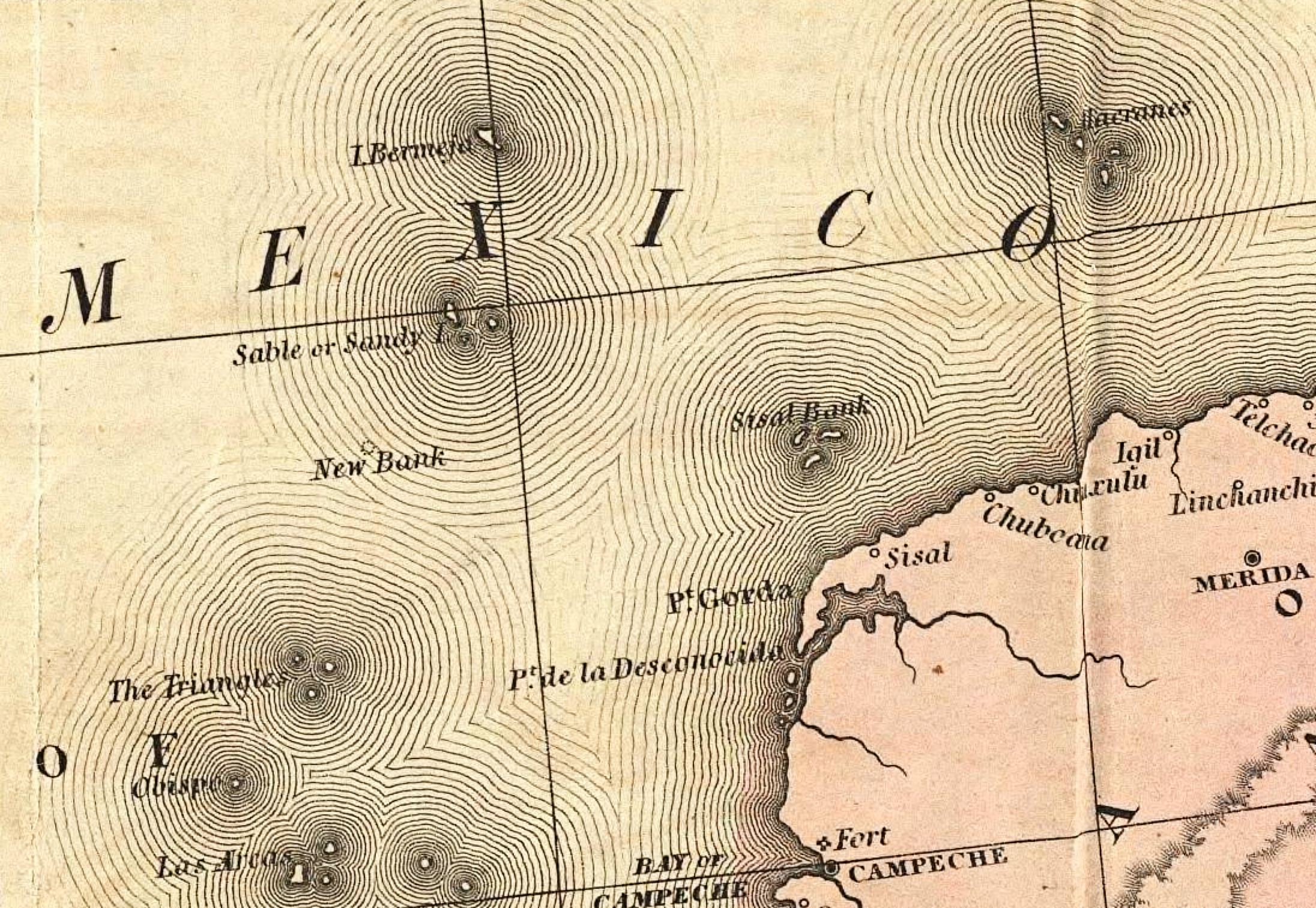

베르메하섬(스페인어: Isla Bermeja)은 16세기에서 20세기에 걸쳐 여러 지도에 나타났던 멕시코만 유카탄반도의 북쪽 해안에 있는 환상섬이다. 16세기의 저명한 스페인 지도 제작자들이 이웃 섬과 관련하여 다소 정확하게 위치했음에도 불구하고 이 섬은 1997년 조사에서 발견되지 않았으며 멕시코 국립 자치 대학교에서 수행한 2009년 광범위한 연구에서도 발견되지 않았다.